# بیف استروگانف
بیف استراگانف، یک نوع خوراک روسی است که از تکه‌های فیله گوشت گاو به همراه خامه تشکیل شده است. پس از ابداع آن در قرن نوزدهم میلادی در روسیه، این خوراک در ایران، اروپا، آمریکای شمالی، استرالیا، جنوب آفریقا، لبنان و برزیل رواج یافت.

## وجه تسمیه
نام گذاری این غذا احتمالاً به خانواده استروگانف بازمی‌گردد. هرچند که برخی احتمال می‌دهند این نام از فعل استراگات (строгать) در زبان روسی به معنای تراشیدن و رشته رشته کردن، گرفته شده باشد.

## تاریخچه
اولین بار در سال ۱۸۷۱، مولوخوفتس (Molokhovets) از این غذا با عنوان goviadina po-strogonovski در کتاب آشپزی خود یعنی «هدیه ای برای زنان خانه‌دار جوان»، نام برده است.
در سال ۱۸۹۱، سرآشپز فرانسوی چارلز بریر، که در سن پترزبورگ کار می‌کرد، دستور تهیه بیف استروگانف را به مسابقه ای که توسط یک مجله فرانسوی حمایت می‌شد، ارائه کرد. این باعث شد داوران این گونه تصور کنند که او مخترع این غذا است، اما هم دستور غذا و هم نام آن قبل از آن وجود داشته است.

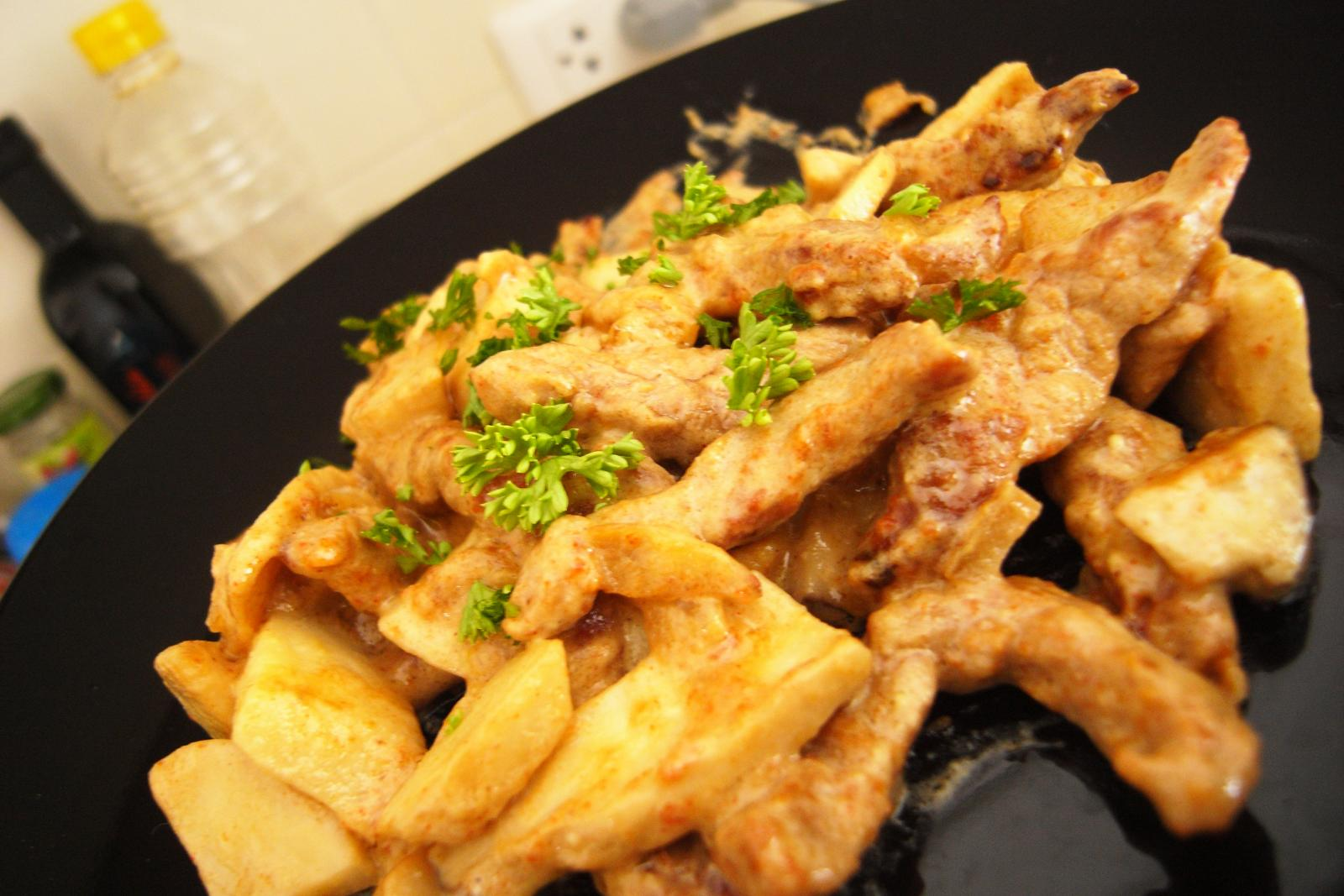
تفت دادن بیف استروگانف

دستور غذای دیگری از این غذا در سال ۱۹۰۹ وجود دارد، در این دستور پیاز و سس گوجه فرنگی را اضافه می‌کنند و آن را با چیپس سیب‌زمینی ترد سرو می‌کنند، این دستور غذای سنتی بیف استروگانف در روسیه در نظر گرفته می‌شود.
پس از سقوط روسیه تزاری، این دستور غذا به‌طور عمومی در هتل‌ها و رستوران‌های چین قبل از شروع جنگ جهانی دوم سرو می‌شد. مهاجران روسی و چینی، و همچنین سربازان آمریکایی مستقر در چین پیش از کمونیستی، انواع مختلفی از این غذا را به ایالات متحده آوردند که ممکن است دلیل محبوبیت آن در دهه ۱۹۵۰ باشد.[نیازمند منبع] در اواخر دهه پنجاه به هنگ کنگ آمد، در رستوران‌ها و هتل‌های روسی که این غذا را با برنج سرو می‌کردند اما خامه ترش نداشتند.

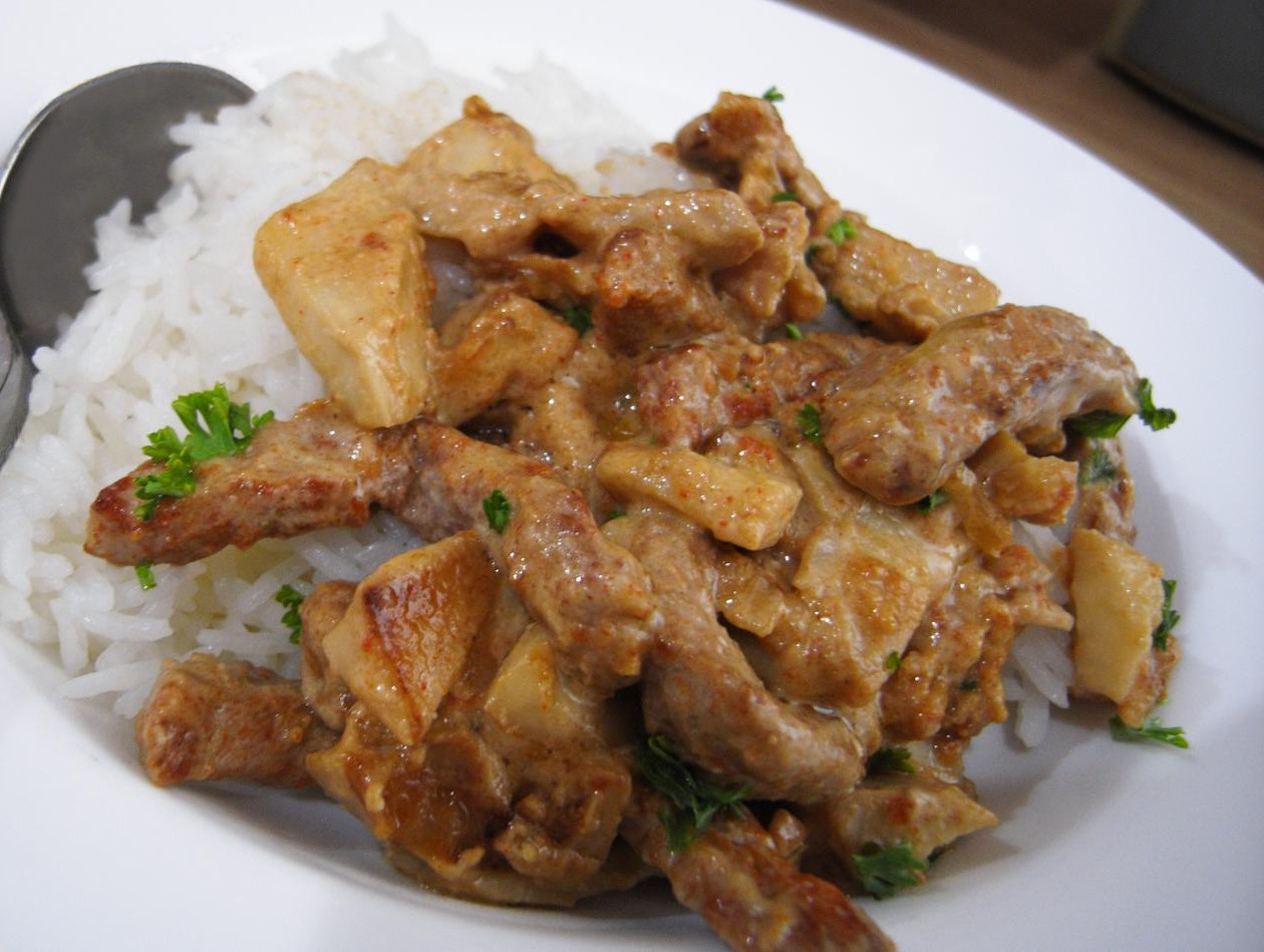
یک بشقاب بیف استروگانف با برنج

در نسخه ای که امروزه در ایالات متحده در رستوران‌ها و هتل‌ها تهیه می‌شود، از نوارهای فیله گوشت گاو با سس قارچ، پیاز و خامه ترش تشکیل شده است و روی برنج یا رشته فرنگی سرو می‌شود. امروزه این غذا به‌طور کلی روی نودل‌های تخم مرغی پهن یا پیچ خورده در ایالات متحده سرو می‌شود.
استروگانف در کشورهای شمال اروپا نیز محبوب است.
خیار شور خرد شده نیز یک ماده طبیعی در استروگانف فنلاندی است.